# NGC 10

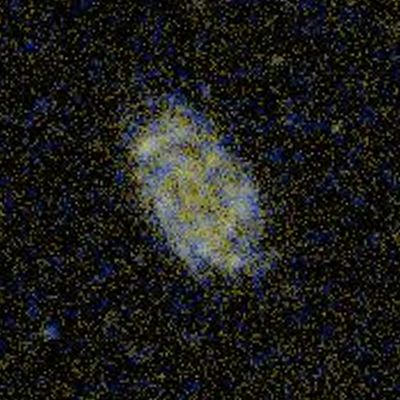
NGC 10 par GALEX (ultraviolet)

NGC 10 est une très vaste galaxie spirale intermédiaire située dans la constellation du Sculpteur. Elle a été découverte en 1834 par l'astronome britannique John Herschel.  

## Caractéristiques
Sa vitesse par rapport par rapport au fond diffus cosmologique est de 6 533 ± 19 km/s, ce qui correspond à une distance de Hubble de 96,4 ± 6,8 Mpc (∼314 millions d'al).
La classe de luminosité de NGC 10 est II et elle présente une large raie HI. De plus, elle renferme des régions d'hydrogène ionisé.
À ce jour, 13 mesures non basées sur le décalage vers le rouge (redshift) donnent une distance de 85,062 ± 14,898 Mpc (∼277 millions d'al), ce qui est à l'intérieur des valeurs de la distance de Hubble. Notons cependant que c'est avec la valeur moyenne des mesures indépendantes, lorsqu'elles existent, que la base de données NASA/IPAC calcule le diamètre d'une galaxie et qu'en conséquence le diamètre de NGC 10 pourrait être d'environ 90,0 kpc (∼294 000 al) si on utilisait la distance de Hubble pour le calculer.

## Supernova
La supernova SN 2011jo a été découverte le 22 décembre 2011 dans NGC 10 l'astronome amateur néo-zélandais Stu Parker. Cette supernova était de type IIP.